# Jeff Rovin
Jeff Rovin (Brooklyn, 1951. november 5. –) a szerzője számos az 1980-as-1990-es években született, népszerű videojátékokon alapuló novelláknak, könyveknek mint például a Halálos küzdelem (Mortal Kombat). 
Ezeken felül sok úgynevezett „How Play”, vagyis „Hogyan játsszuk” leírást készített, mint például a „How to Win at Nintendo Games” (Hogyan nyerjünk Nintendo játékokban) sorozat.
Mindemellett ő a szerzője a „The Encyclopedia of Superheroes” (Facts On File, 1985), vagyis Szuperhősök enciklopédiájának, The Encyclopedia of Super Villains (Facts On File, 1987), vagyis a Szuperbűnözők enciklopédiájának; a The Illustrated Encyclopedia of Cartoon Animals (Prentice Hall, 1991) a Rajzfilmállatok illusztrált enciklopédiája és a The Encyclopedia of Monsters (Checkmark Books, 1990) a Szörnyek enciklopédiája könyveknek.
Jelenleg a Weekly World News főszerkesztője.

## Magyarul
- Függő játszma; ford. ifj. Pinnyei Szilárd; InterCom, Bp., 1993